# حراقة (سفينة)

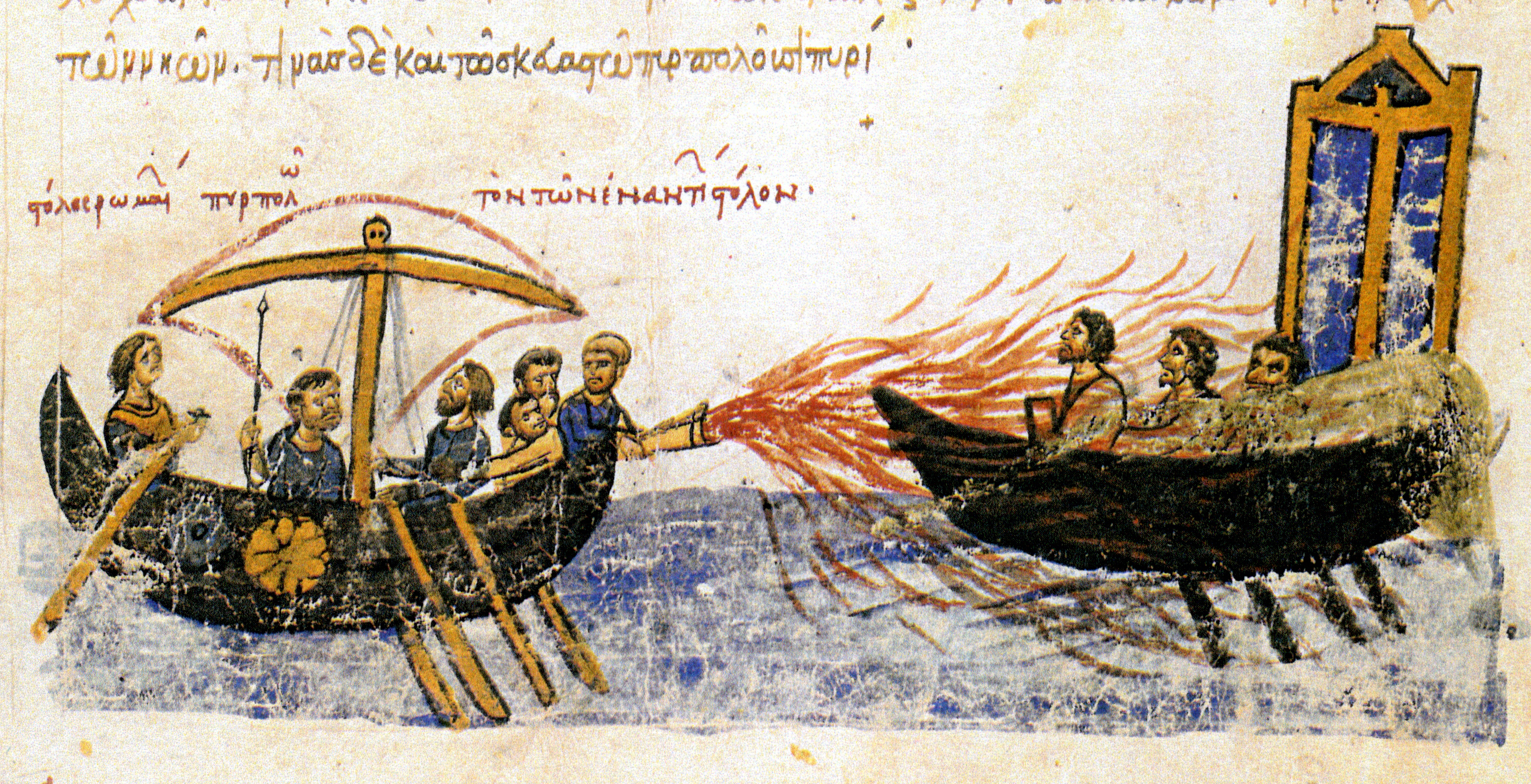
حرَّاقة رومية.

الحرَّاقة هي سفينة مزودة بالمتفجرات تعمل وسط السفن العدوة لإضرام النار فيها.